# Agoi-Doko-Iyoniyong jezici
Agoi-Doko-Iyoniyong jezici, podskupina od (3) upper cross jezika koji se govore na području Nigerijske države Cross River. Njezini predstavnici su agoi [ibm], 12,000 (Faraclas 1989); bakpinka [bbs], 4.000 (2006); i doko-uyanga [uya] 200 u nekoliko sela.
Širu skupinu upper cross čine s jezičnim skupinama Akpet (1) jezik (Ukpet-Ehom [akd]), Centralni upper cross jezici (15) i Kiong-Korop (3).

## Vanjske poveznice
- Ethnologue (14th)
- Ethnologue (15th)